# 合肥都市圈
合肥都市圈包括合肥市、淮南市、六安市、滁州市、芜湖市、马鞍山市、蚌埠市和县级桐城市。

## 历史
2005年开始，合肥进入经济高速发展期，经济发展各项增长速度均在全国省会城市属于前列，2008年居全国城市发展增速第三位（前两位是重庆市、天津市）。其下辖的肥东县、肥西县连年进入安徽省十强县行列。于2010年进入全国百强县。基于合肥不断增强的经济实力和辐射力，2009年8月安徽省下发文件《关于加快合肥经济圈建设的若干意见》，提出要以合肥为中心，打造“合肥经济圈”，涵盖周边淮南、六安、原巢湖市三个地级市及舒城、庐江、桐城等县市区。合肥市正与周边兄弟城市密切联系，陆续签署相关合作协定，加强在城镇体系、基础设施、产业布局、市场体系、生态保护、旅游发展等方面的一体化规划编制和推动实施，进一步促进经济圈的合作融合。2013年，隶属皖江经济圈，且原属于地级巢湖市的无为县、含山县、和县三县退出，定远县加盟。2013年12月25日，滁州市加入。2016年12月3日，安徽省人民政府办公厅印发《长江三角洲城市群发展规划安徽实施方案》，合肥都市圈扩容，增加芜湖、马鞍山市。2019年，蚌埠市加入合肥都市圈。

## 合作成果
合肥都市圈经济合作在2013年有一定成效。5月份面对大学生就业压力，合肥经济圈组团进行人才招聘会。同月，合肥、淮南两地景区实行一卡通政策，即办理这张卡，不用买门票就凭借这张卡能够游览合肥、淮南两地景点。

## 圈内交通

### 轨道交通

#### 运营中
- 合肥轨道交通
- 芜湖轨道交通
- 滁州轨道交通宁滁线（滁州轨道交通、南京地铁）

#### 建设中
- 芜湖轨道交通

#### 规划中
- 马鞍山轨道交通
- 淮南轨道交通

### 市郊铁路

#### 规划中
- 合肥轨道交通
  - S1线：连接合肥市区与新桥国际机场
  - S2线：连接合肥市区与六安市区
  - S3线：连接合肥市区与巢湖市区
  - S4线：连接合肥市区与庐江城区、桐城市区
  - S5线：连接合肥市区与长丰城区、淮南市区
  - S6线：连接合肥市区与定远城区
- 芜湖轨道交通R1线，连接无为和芜湖市区[4]
- 六安三千万旅游轻轨
  - 于三河镇换乘合肥轨道交通S4线，连接舒城东站（千人桥）、舒城城区、万佛湖风景区

### 国铁

#### 高速铁路

##### 运营中
- 合宁铁路
- 合武铁路
- 合福客运专线
- 合蚌客运专线
- 宁安客运专线
- 京沪客运专线
- 商杭客运专线
- 合安客运专线

##### 建设中
- 北沿江高速铁路
- 合武高速铁路

##### 规划中
- 合连客运专线
- 合西客运专线

#### 城际铁路

##### 规划中
- 合滁宁城际铁路
- 合新六城际铁路
- 合淮蚌城际铁路
- 合巢芜城际铁路
- 庐巢马城际铁路
- 亳蚌滁宁城际铁路
- 安徽沿淮城际铁路
- 安徽北沿江城际铁路
- 安徽南沿江城际铁路
- 三洋城际铁路

#### 普速铁路

##### 运营中
- 淮南铁路
- 合九铁路
- 宁西铁路
- 庐铜铁路
- 京沪铁路
- 阜淮铁路
- 宁铜铁路
- 皖赣铁路

##### 规划中
- 阜六景铁路

### 航空运输

#### 运营中
- 合肥新桥国际机场

#### 建设中
- 芜湖宣城机场

#### 规划中
- 蚌埠机场